# 侯馬盟書
侯馬盟書（こうばめいしょ）は、中国の山西省侯馬市の東郊で出土した春秋時代の盟約文書である。

## 概要
1965年、春秋時代の祭祀遺跡が発見され、晋国の盟約文書が書かれた玉片5000点あまりが出土した。その内容は、范氏と中行氏による反乱の後、趙氏一族に対する宗主趙鞅の支配を強化し、一族や国人の結束を固めるためにおこなわれた会盟の盟約と推定されている。